# Lóbnia
Lóbnia - Лобня (rus) - és una ciutat de l'óblast de Moscou, a Rússia, que el 2018 tenia 88.220 habitants.

## Persones famoses
- Mikhaïl Mixustin, primer ministre de Rússia.